# 台鐵電源行李車
台鐵電源行李車（英語：Power & Baggage Car with Brake Van，PBK），乃臺灣鐵路公司（原臺灣鐵路管理局，略稱臺鐵或臺鐵局）利用車廂安裝發電機運作供應客車冷氣電力，並擁有放置行李用途而成的混合車廂。

## 歷史
早期全台灣的鐵路未電氣化前，因柴電機車並無供電設備，故空調對號列車必須附掛電源車方能營運，在這背景下，於1963年隨臺灣鐵路管理局的觀光號列車加裝冷氣，出現了一種35EGK32300型電源車專門供應冷氣電源；惟車體較短僅17公尺與當時標準的20公尺有所差距，故無空間可再裝運行李。在後續有新型電源行李車加入營運後，即卸下發電機改為行李車使用。而台鐵第1批電源行李車，則是與35SP32850型莒光號客車同時引進的45PBK32850型。
1967年為了35SP32800型出現，鐵路局新造了一批電源車，名為40PBK32800型，始有載運行李空間，為電源行李車之始祖。此後又隨莒光號加入營運，而有更多型式的電源行李車。
1979年西幹線鐵路電氣化後，則大半用於台灣鐵路未電化區間，如宜蘭線、北迴線、花東線、南迴線及屏東線的空調列車。此外，因為早期的電源行李車固定掛在列車順行端（以西部幹線南下莒光號班次來說為車尾），故車體採用僅單端貫通的設計（發電機所在端面只有一扇附塑膠窗廉的小窗）；當有需要將電源車改掛到整列車另一端則須上轉車台將車輛轉向，否則與其它車廂之間無法連通十分不便，後期則全面改造成兩端均貫通形式。
近來因環島鐵路陸續電化完成與行包業務漸趨縮減，45PBK32950型先是被拆除發電機部分並改為35BK32950型行李車，現已全面停用。目前有少數自動門莒光號編組列車仍有加掛電源行李車兼辦行包業務。

## 型式

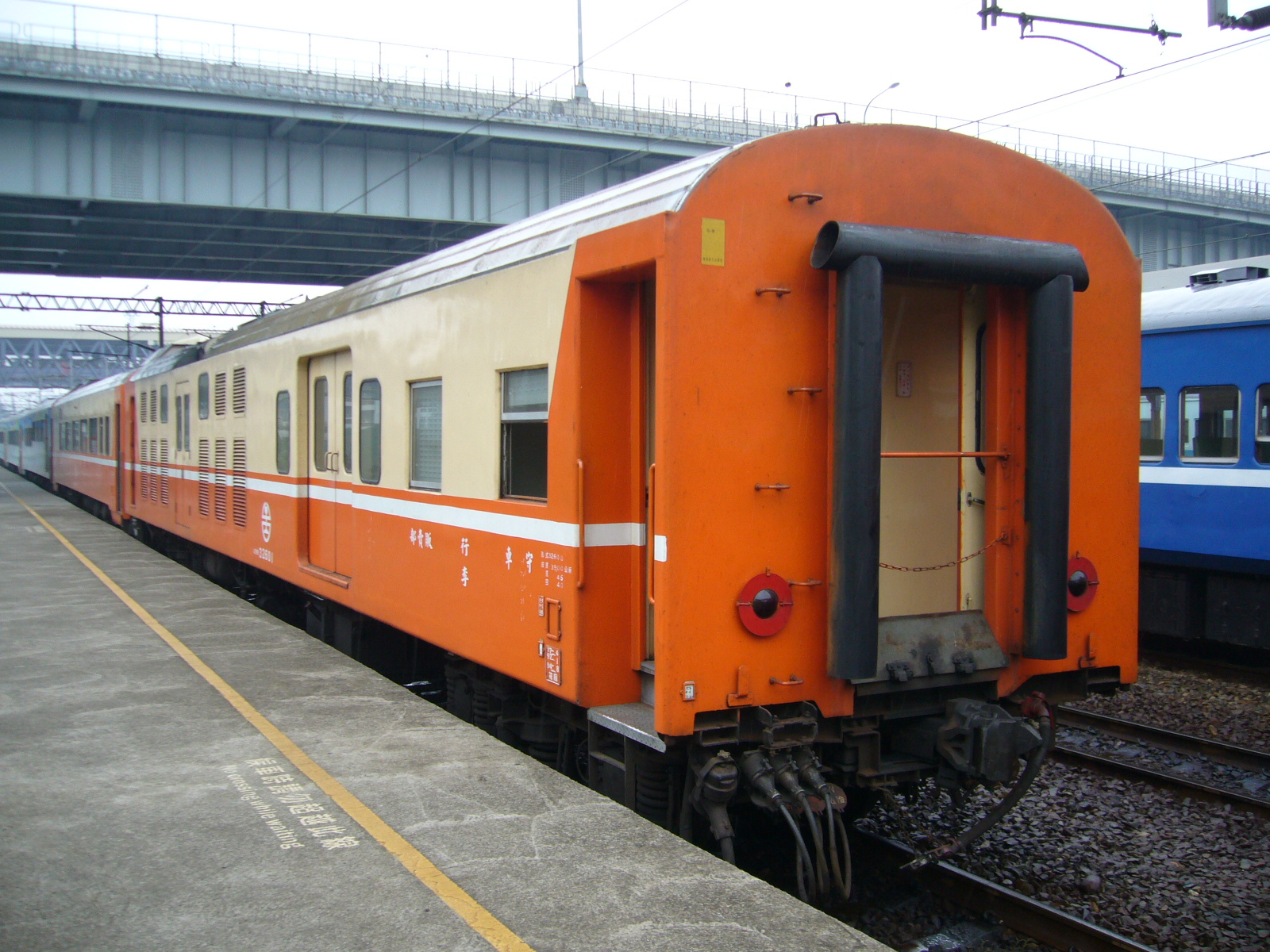
PBK32601於高雄車站
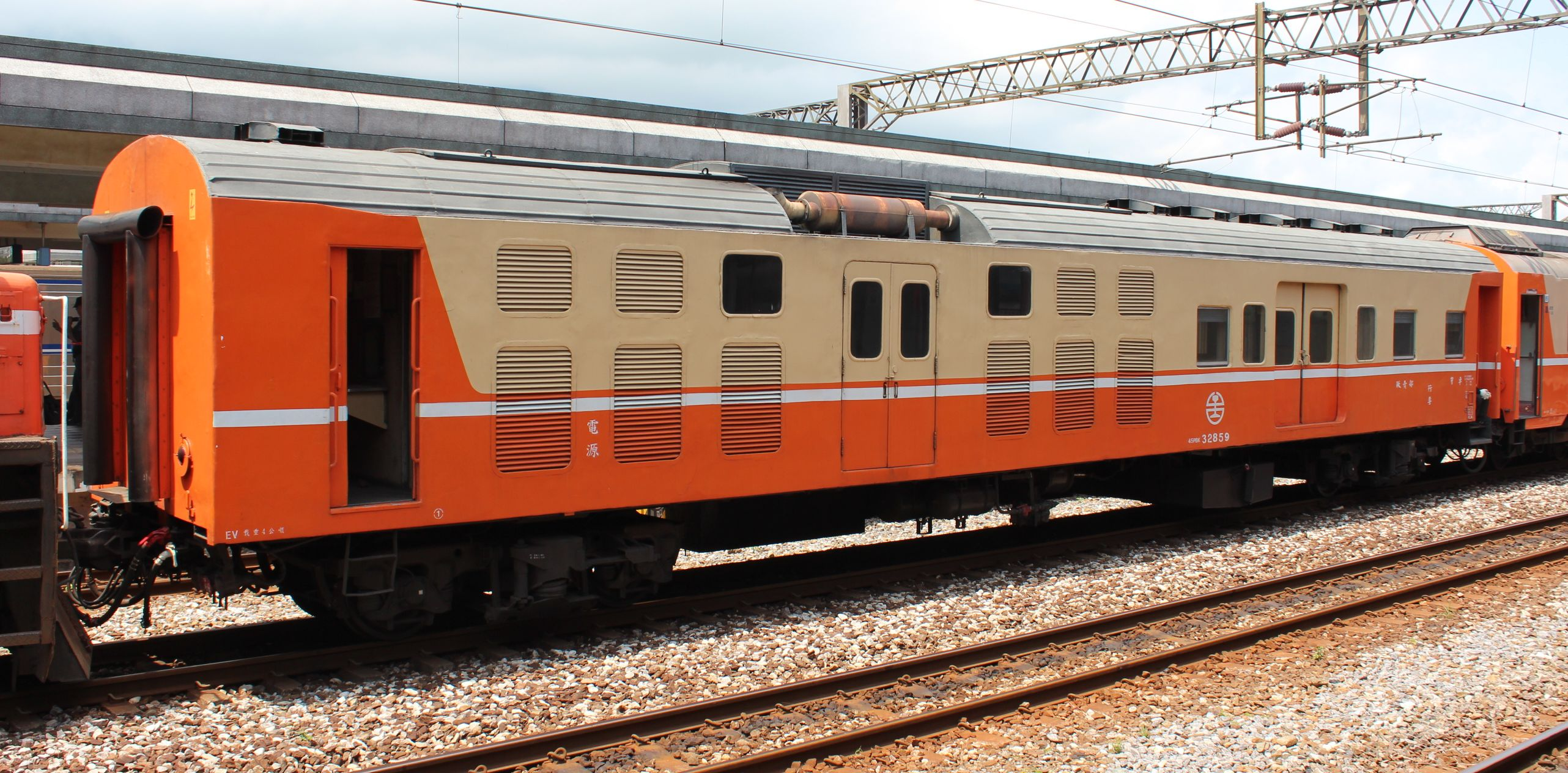
PBK32859於花蓮車站
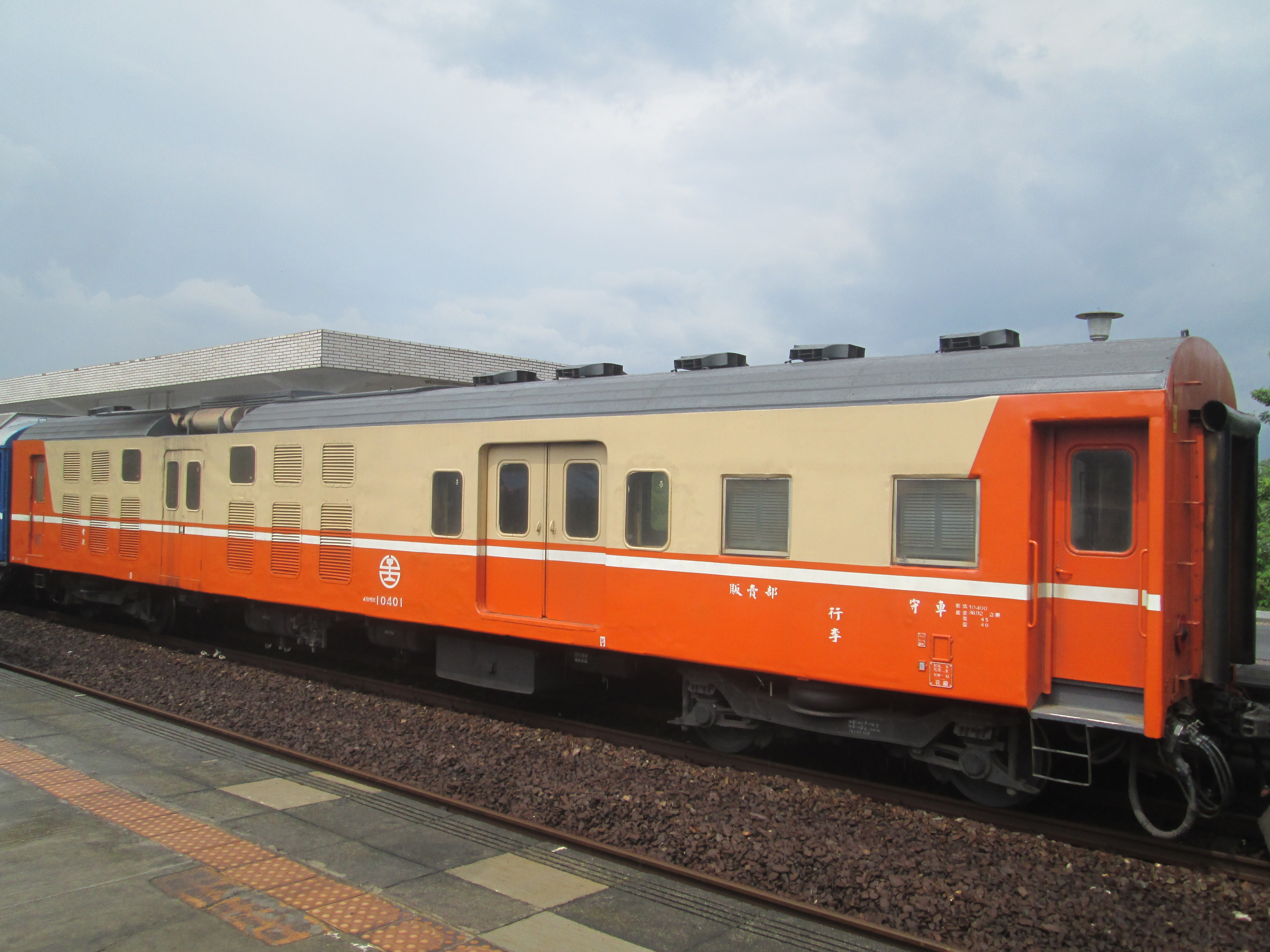
PBK10401
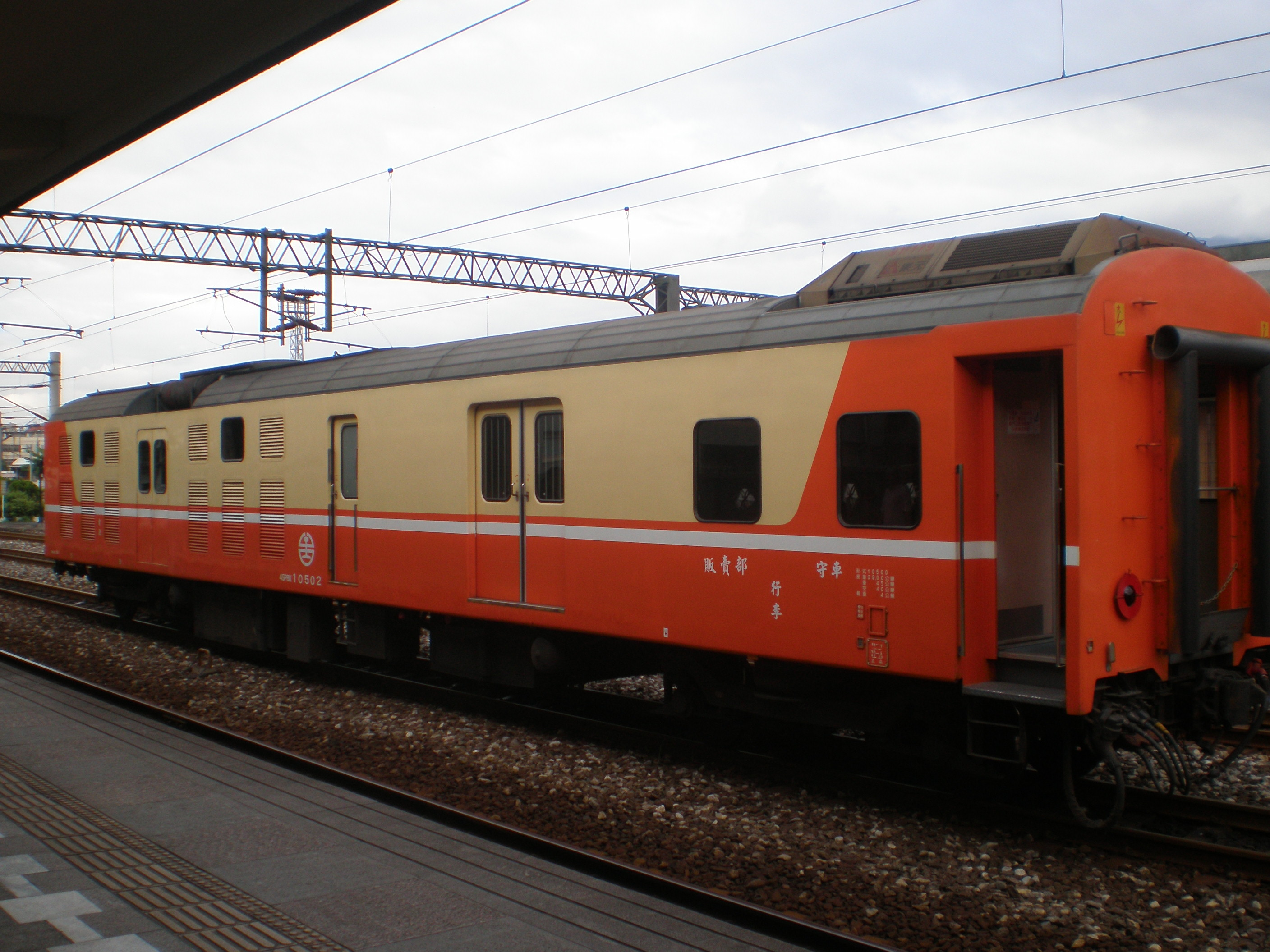
PBK10502於花蓮車站
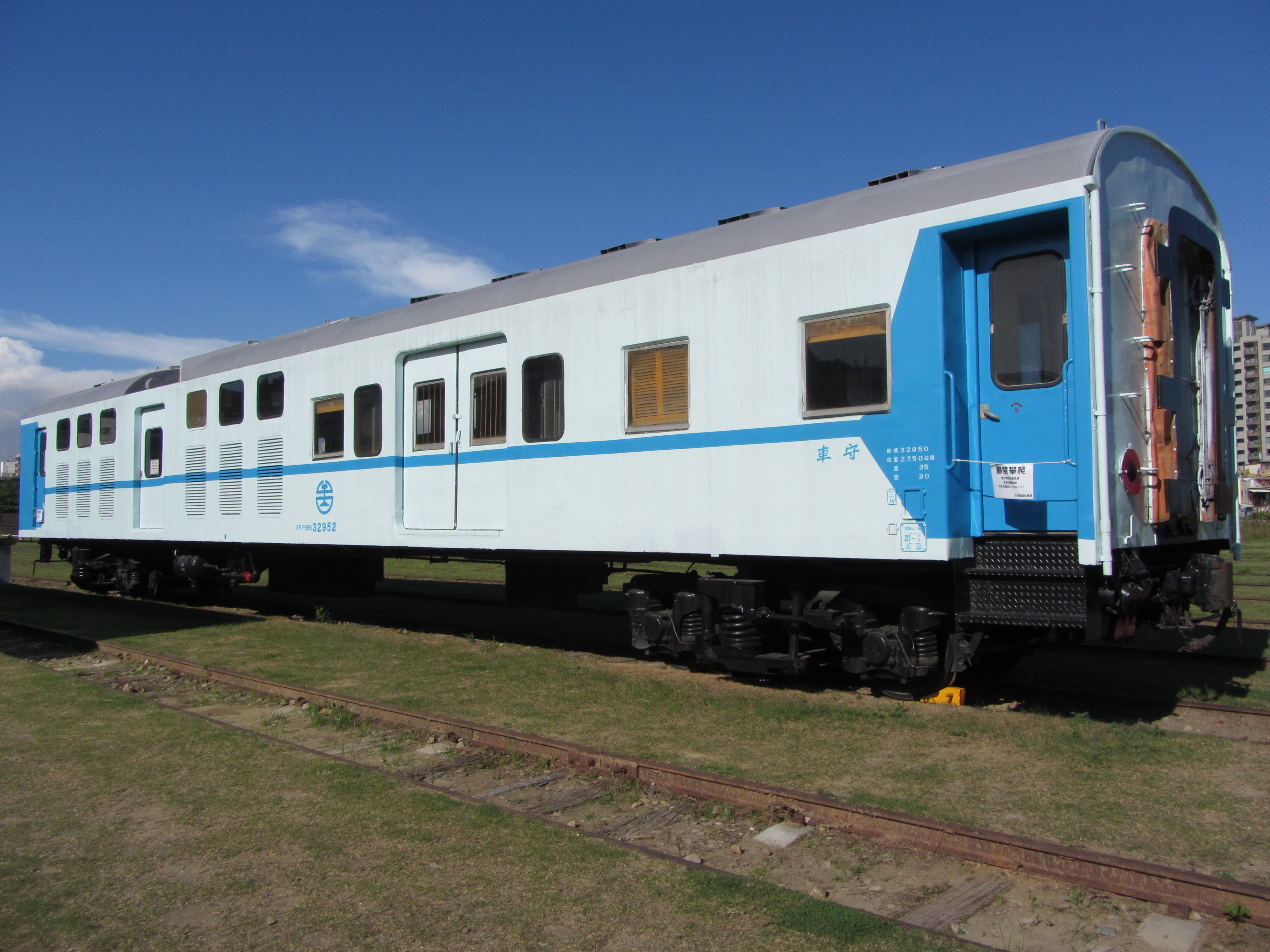
恢復成莒光號初代塗裝的PBK32952
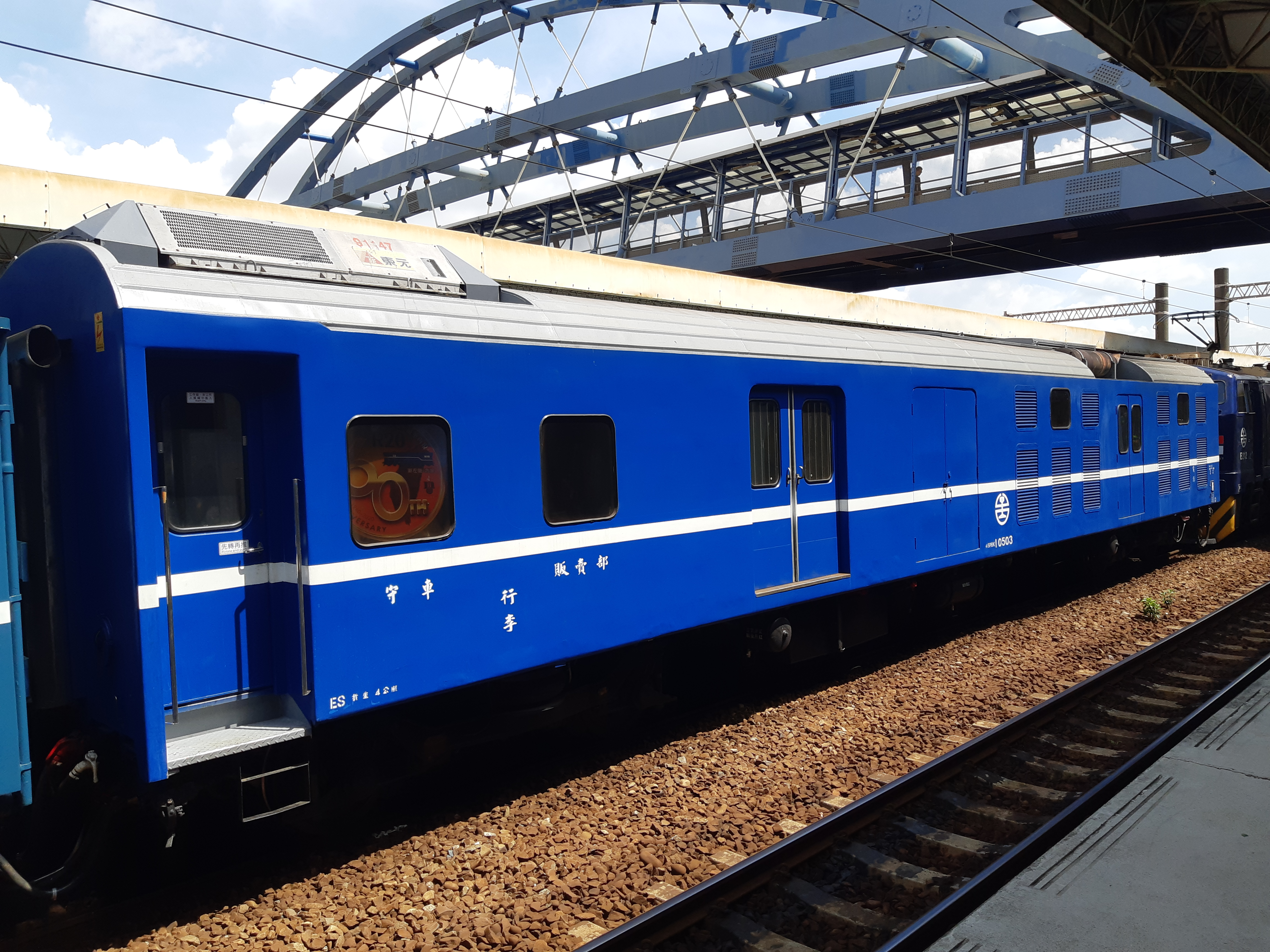
藍底白線塗裝的45PBK10503

臺鐵現有電源行李車（截至2025年3月6日）型式如下：
- 45PBK10400型：全數在籍
- 45PBK10500型：全數在籍

## 配屬
- 45PBK10400型
  - 高雄機務段（配屬5輛，PBK10401～10405）
- 45PBK10500型
  - 高雄機務段（配屬3輛，PBK10501、10504～10505）
  - 花蓮機務段（配屬2輛，PBK10502～10503）

## 保存
45PBK32803
2022年由花蓮機廠修復後恢復為觀光號塗裝，並保存於國家鐵道博物館。
45PBK32952
保存於國家鐵道博物館，並恢復莒光號營運初期之塗裝。

## 外部來源
- 台鐵45PBK32850型電源車 （页面存档备份，存于）
- 台鐵45PBK10500型電源車 （页面存档备份，存于）